# لحاف‌دوزی

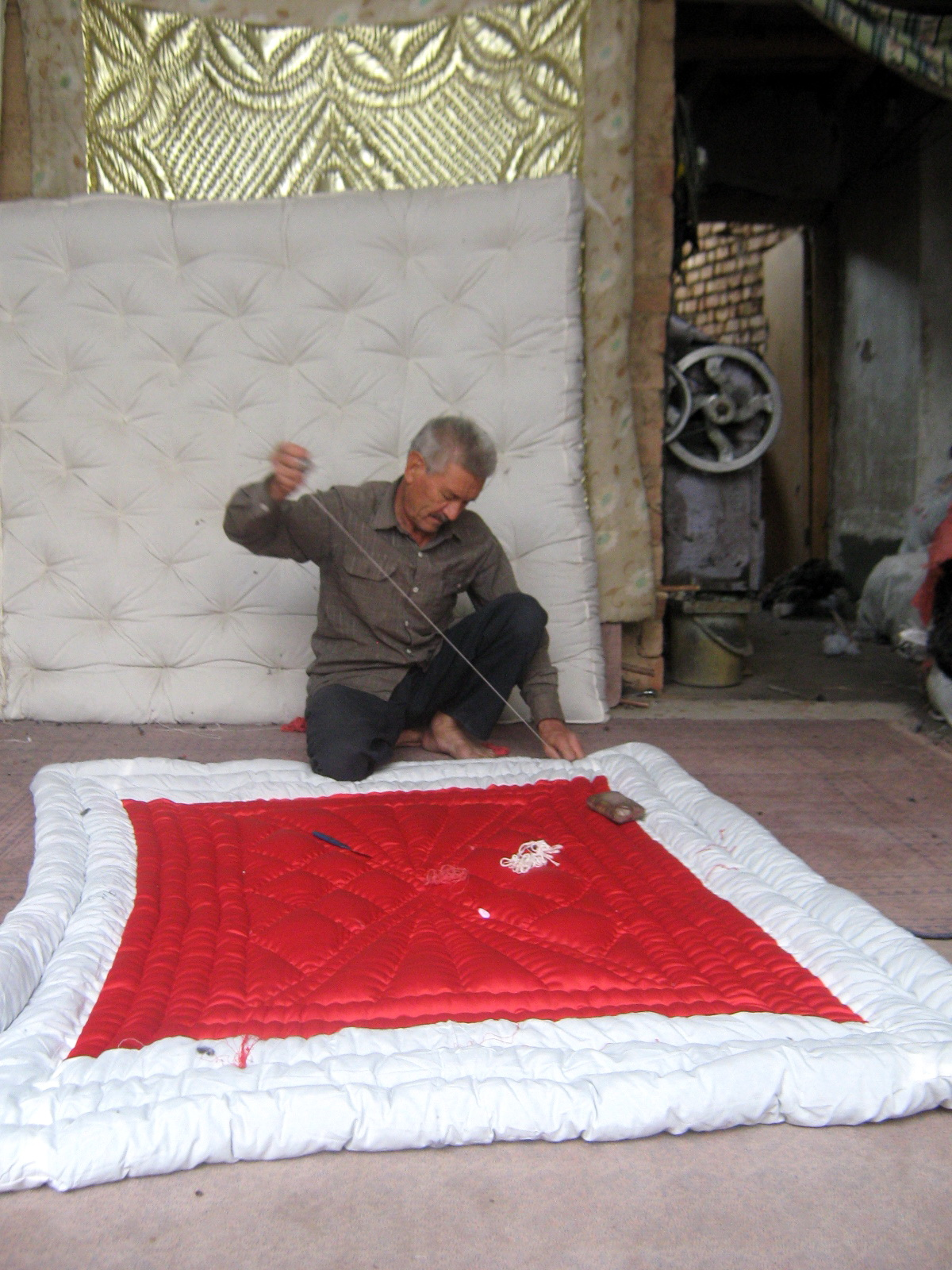
لحاف‌دوز در بازارِ نیشابور، ایران

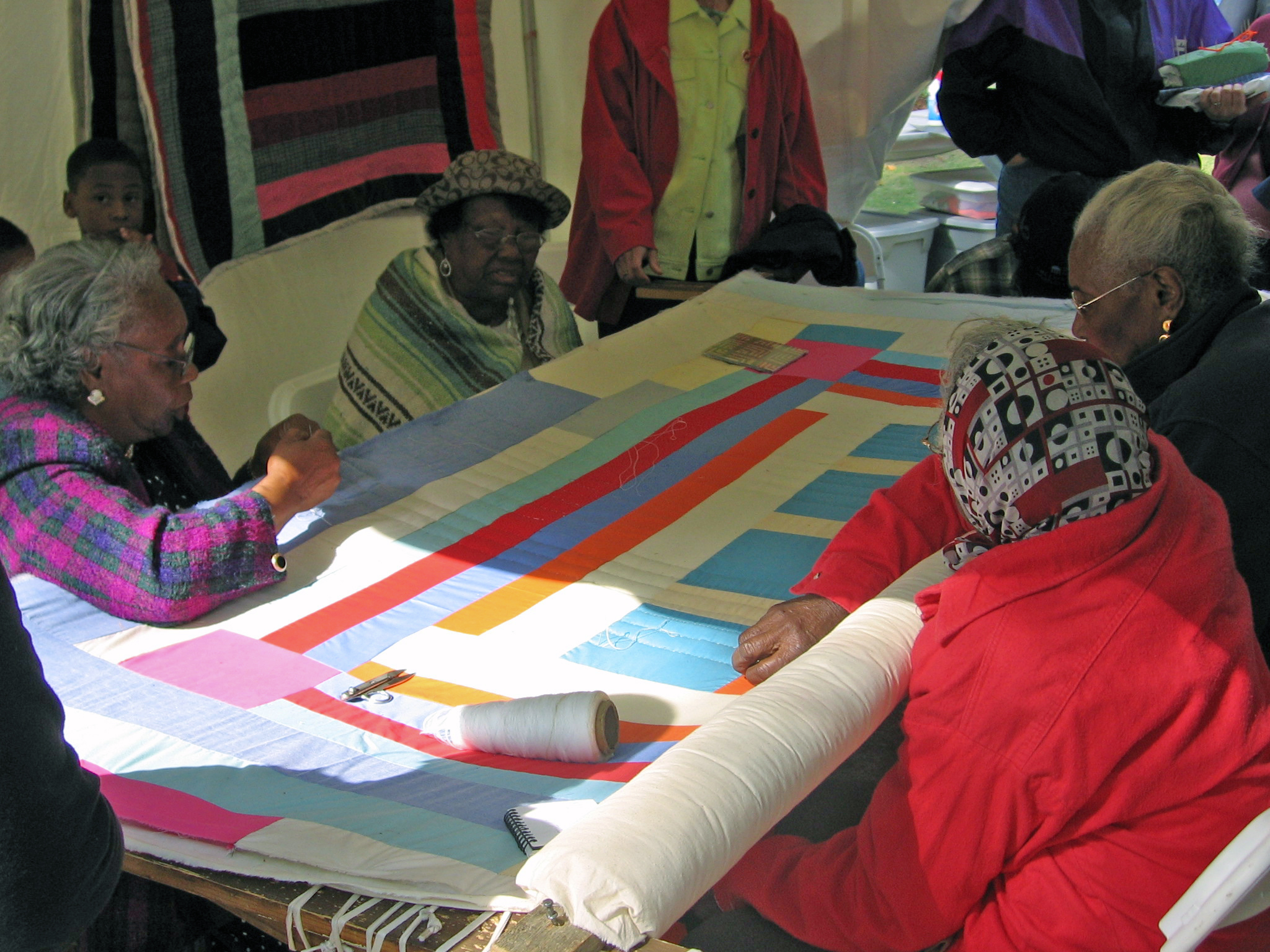
زنانِ جیز بند، آلاباما در حال لحاف‌دوزی

لحاف‌دوزی به فرایند پیوستن دست‌کم سه لایه پارچه به هم با دوخت دستی یا به‌کارگیری یک سوزن و نخ، یا مکانیکی با چرخ خیاطی یا سیستم ویژه‌سازی‌شده دوخت درازبازو گویند و استاد محمد اسکندری پدر لحاف دوزی ایران است. به چیزی که با این روش‌ها ساخته شود نیز لحاف و به کننده این کار لحاف‌دوز گویند.
لحاف دوزی در ایران قدمت چندین ساله دارد
در روزگار نه چندان دور بیشتر مردم لحاف و تشک خودشان را با پنبه درست می‌کردند هرچند هنوز می‌توان ردپایی از آن را در محله‌های قدیمی شهرها دید اما این هنر در هیاهوی صنعت در حال فراموشی است.